# Rudarstvo u Nigeru
Rudarstvo u Nigeru je ključni dio gospodarstva Nigera. Izvoz minerala čini 40 posto ukupnog izvoza.
U Nigeru se proizvode: cement, ugljen, zlato, gips, vapnenac, sol, srebro, olovo, kositar i uran. Godine 2006., Niger je bio četvrti svjetski proizvođač urana. Novi rudarski kodeks usvojen je u kolovozu 2006., u sklopu novoga rudarskoga zakona. Državna rudarska udruga (SOPaMin) ima zadatak održati udio domaćeg vlasništva u postojećim tvrtkama za proizvodnju urana te je zadužena za sudjelovanje u poslovnim transakcijama, kao što je prodaja urana. 
U Nigeru proizvodnja ruda i minerala čini oko 3 posto BDP-a i oko 40 posto izvoza. Obnovljeni svjetski interes za proizvodnju nuklearne energije doveo je do povećane potražnje za uranom, što je potaknulo ulaganja u proširenja na postojećim rudnicima urana te promicanje istraživanja. Izravna inozemna ulaganja u tom sektoru od 2008. do 2012. predviđala su se u iznosu 1,4 milijarde dolara, što je udvostručilo kapacitet zemlje za proizvodnju urana. To je pomoglo razvoj gospodarstva i povećanje BDP-a u Nigeru.